# Quốc lộ 217
Quốc lộ 217 là tuyến đường nằm hoàn toàn trong tỉnh Thanh Hóa, Việt Nam.

## Lộ trình
Quốc lộ 217 dài 196 km. Điểm đầu là Ngã ba Đò Lèn 19°59′38″B 105°50′43″Đ / 19,994006°B 105,845351°Đ trên Quốc lộ 1 ở thị trấn Hà Trung, huyện Hà Trung. Điểm cuối là tại Cửa khẩu Na Mèo 20°17′49″B 104°37′21″Đ / 20,296873°B 104,62238°Đ thuộc thôn Na Mèo, xã Na Mèo, huyện Quan Sơn trên biên giới Việt–Lào, nối với Quốc lộ 6 của Lào.
Quốc lộ 217 có đoạn trùng Quốc lộ 45, Quốc lộ 15 và Đường Hồ Chí Minh. Tuyến đường đi qua vùng núi hiểm trở, nên mùa mưa thường xảy ra sạt lở gây ách tắc giao thông.
Giai đoạn thứ hai của dự án nối từ huyện Cẩm Thủy, tỉnh Thanh Hóa với Cửa khẩu Na Mèo sang Lào. Dự án được thực hiện tại các huyện Hà Trung, Cẩm Thủy, Bá Thước tại tỉnh Thanh Hóa với chiều dài 45 km đạt tiêu chuẩn đường cấp III miền núi, được thông xe từ năm 2020. Trong tương lai, tuyến đường sẽ được kéo dài xuống đường ven biển Nga Sơn thay vì ngã ba quốc lộ 1 như hiện tại, nâng tổng chiều dài tuyến quốc lộ 217 lên 210 km.